# Großes Veen
Das FFH-Gebiet Großes Veen (Kennung DE-4205-301) ist rund 90 Hektar groß und liegt vollständig im Stadtgebiet von Hamminkeln am Niederrhein. Als FFH-Gebiet bildet es einen Teil des europäischen Schutzgebietsnetzes Natura 2000.
Das Große Veen liegt außerdem innerhalb des gemeindeübergreifenden und deutlich größeren Naturschutzgebiets Diersfordter Wald. Bereits vor der FFH-Ausweisung stand das Große Veen mit nahezu identischem Flächenzuschnitt als NSG Großes Veen unter Schutz; dieses ging 2009 im NSG Diersfordter Wald auf. Im Südwesten grenzt das FFH-Gebiet Diersfordter Wald/Schnepfenberg (DE-4205-302) an, das ebenfalls im NSG Diersfordter Wald liegt.
Durch das Gebiet führt ein 2011 angelegter, etwa 2,5 km langer Naturpfad.

## Flora und Fauna
Das Große Veen ist ein Binnendünen-Moor-Komplex aus insgesamt acht Dünenmulden-Mooren, von denen die vier besterhaltenen neben umfangreichen Wollgras-Beständen auch größere Bestände hochmoorartiger Vegetation aufweisen. Hinzu kommen unterschiedlichste Regenerationsstadien in kleinen Torfstichen. Die von Dünenfeldern durchsetzte Umgebung der Moore ist bewaldet mit Pfeifengras-Kiefernbeständen und Mischbeständen aus Kiefern und Eichen bis hin zu lichten Eichenwäldern im südlichen Gebietsteil.
Als Rückzugsgebiet für an Moore gebundene Tier- und Pflanzenarten ist das Gebiet von überregionaler Bedeutung, die sich ebenfalls auf den Artenreichtum der Libellenfauna, das Vorkommen des Moorfrosches und artenreich vertretene Torfmoose begründet. Ausgehend von einem wirksamen Schutz des Artenbestands wird eine Entwicklung angestrebt, die langfristig zu einer Ausdehnung und Sicherung der Hochmoorvegetation führen soll.
Es kommen unter anderem folgende Arten von gemeinschaftlichem Interesse nach den Fauna-Flora-Habitat- und Vogelschutzrichtlinien im FFH-Gebiet im Gebiet vor:
- Baumfalke, Heidelerche, Krickente, Schwarzspecht und Zwergtaucher
- Große Moosjungfer
- Hirschkäfer
- Moorfrosch